# Math.h
Math.h   math.h es un archivo de cabecera de la biblioteca estándar del lenguaje de programación C diseñado para operaciones matemáticas básicas. Muchas de sus funciones incluyen el uso de números en coma flotante. C++ también implementa estas funciones por razones de compatibilidad y las declara en la cabecera cmath.
Una nota importante: si se está programando en C/C++ bajo Gnu/Linux, y se utiliza uno de los compiladores nativos de este sistema operativo (gcc o g++), es necesario incluir, al compilar, la opción -lm, dado que, de lo contrario, el compilador generará un error. Por ejemplo, si tenemos un fichero fuente con funciones de la biblioteca matemática, llamado mi_fich_fuente_math.c, para compilarlo será necesario dar la orden siguiente en la consola de comandos (respectiva al intérprete):
$ gcc mi_fich_fuente_math.c -lm -o <nombre_del_ejecutable>
Esto, asimismo, no es necesario si se programa en C/C++ bajo Windows utilizando la herramienta gráfica MS Visual C++.
Ocurre algo similar al compilar nuestro programa bajo gcc en MacOS ya que este está basado en UNIX no necesita el -lm. 
Todas las funciones en las que participan ángulos toman y devuelven radianes.

## Funciones miembro anteriores
| Nombre        | Descripción                                            |
| ------------- | ------------------------------------------------------ |
| acos          | arcocoseno                                             |
| asin          | arco seno                                              |
| atan          | arcotangente                                           |
| atan2         | arcotangente de dos parámetros                         |
| floor         | función suelo                                          |
| cos           | coseno                                                 |
| cosh          | coseno hiperbólico                                     |
| exp(double x) | función exponencial, computa ex                        |
| fabs          | valor entero                                           |
| ceil          | menor entero no menor que el parámetro                 |
| fmod          | residuo de la división de flotantes                    |
| frexp         | fracciona y eleva al cuadrado.                         |
| ldexp         | tamaño del exponente de un valor en punto flotante     |
| log           | logaritmo natural                                      |
| log10         | logaritmo en base 10                                   |
| modf          | obtiene un valor en punto flotante íntegro y en partes |
| pow           | eleva un valor dado a un exponente, xy                 |
| sin           | seno                                                   |
| sinh          | seno hiperbólico                                       |
| sqrt          | raíz cuadrada                                          |
| tan           | tangente                                               |
| tanh          | tangente hiperbólica                                   |